# Get U Home
Get U Home è un brano musicale del rapper Shwayze, estratto come primo singolo dall'album Let It Beat.

## Descrizione
Il brano figura il featuring di Cisco Adler, e di Aria Crescendo nella versione Cherry Cherry Boom Boom remix. La canzone ha raggiunto la posizione numero 23 della Billboard Hot 100 e la numero 32 della Pop 100.
Il brano è stato utilizzato nella colonna sonora del film Patto di sangue, in Piranha 3D ed in un episodio della serie televisiva The Hills.

## Video musicale
Il video musicale prodotto per Get U Home è stato diretto dal regista Stewart Hendler, responsabile anche della regia di Patto di sangue.

## Tracce
CD Single
1. Get U Home - 3:14